# William Weber
William "Bill" Gilmore Weber III, född 20 maj 1963 i Cincinnati, Ohio, är en amerikansk elgitarrist inom punkrockgenren. Han spelade länge i Murder Junkies, GG Allins grupp, och var med och grundade Chrome Cranks.